# Rhododendron rhombifolium
Rhododendron rhombifolium là một loài thực vật có hoa trong họ Thạch nam. Loài này được R.C. Fang miêu tả khoa học đầu tiên năm 1982.